# بی‌ام‌و آر۱۱۰۰آر.تی
بی‌ام‌و آر۱۱۰۰آر.تی (به انگلیسی: BMW R1100RT) یک موتورسیکلت آلمانی با دوسیلندرافقی و قدرت ۹۰ اسب بخار بین سال‌های ۱۹۹۵ تا ۲۰۰۱ توسط کمپانی ب‌ام‌و موتوراد تولید می‌شد. حداکثر سرعت این موتورسیکلت ۲۱۱ کیلومتر بر ساعت و زمان شتاب صفر تا ۱۰۰ آن ۴ ثانیه می‌باشد، از این محصول ۵۳۰۹۲ دستگاه ساخته شده است.
از این موتورسیکلت در ناوگان نیروی انتظامی ایران نیز استفاده می‌شد.